# Bedotia tricolor
Bedotia tricolor är en fiskart som beskrevs av Pellegrin 1932. Bedotia tricolor ingår i släktet Bedotia och familjen Bedotiidae. IUCN kategoriserar arten globalt som akut hotad. Inga underarter finns listade.